# Jodie Fosterová
Alicia Christian „Jodie“ Fosterová (nepřechýleně: Foster, * 19. listopadu 1962 Los Angeles, Kalifornie) je americká herečka, režisérka a producentka. Za výkony ve filmech Znásilnění (1988) a Mlčení jehňátek (1991) obdržela Oscara pro nejlepší herečku v hlavní roli a také Zlatý glóbus pro nejlepší herečku v dramatu.

## Osobní život
Narodila se do rodiny podplukovníka letectva Luciuse Fishera Fostera III., který se zúčastnil bitvy o Anglii a hollywoodské publicistky Evelyn „Brandy“ Fosterové, jako nejmladší ze čtyř sourozenců. Sestry se jmenují Lucinda „Cindy“ Fosterová (nar. 1954), Constance „Connie“ Fosterová (nar. 1955) a bratrem je Lucius „Buddy“ Foster (nar. 1957).

### První filmařské zkušenosti

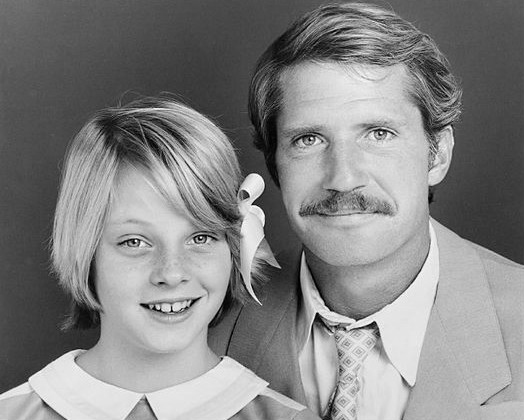
Fosterová s Christopherem Connellym v Papírovém měsíci, 1974

Před jejím narozením otec rodinu opustil, a tak byla vychovávána spolu se sourozenci pouze matkou, která je od útlého věku vodila po filmových a reklamních konkurzech. Bratr Buddy se objevil v sitcomu Mayberry R.F.D. a ona již ve dvou letech v první reklamě Coppertone girl na opalovací krém, která ji svou popularitou zajistila roli v seriálu Mayberry po bratrově boku. V televizi si poprvé zahrála roku 1970 v celovečerním snímku Menace on the Mountain. První filmové role se dočkala o dva roky později v rodinném příběhu Walta Disneyho s názvem Napoleon a Samantha. Následovala řada podobných filmů, kde ztvárňovala malé dívky, posledním takovým byl seriál na motivy filmu Papírový měsíc v roce 1974.
Tehdy se také objevila ve snímku Alice už tu nebydlí, kde svým výkonem zaujala režiséra Martina Scorseseho. Ten ji následně obsadil do role dvanáctileté prostitutky Iris ve filmu Taxikář (1976), za kterou byla v čtrnácti letech nominovaná na Oscara. Před natáčením musela podstoupit psychologické testy vzhledem k obsahu snímku. V některých záběrech byla pro nízký věk nahrazena starší sestrou Connie Fosterovou.

### Vzdělání
Roku 1980 ukončila středoškolská studia na prestižním Lycée Français v Los Angeles. Pokračovala na Yaleově univerzitě, kde studovala anglickou literaturu. V roce 1985 získala titul bakalář umění (BA), s vyznamenáním. Později od Yaleské univerzity převzala čestný doktorát (dr. h. c.). Plynně hovoří francouzsky a všechny své role do tohoto jazyka nadabovala.

### Stalking
Jodie Fosterová si velmi zakládá na ochraně soukromí. Dne 30. března 1981 byl ve Washingtonu spáchán neúspěšný atentát na amerického prezidenta Ronald Reagana. Jako atentátník byl identifikován John Hinckley, fanoušek a obdivovatel herečky, která jej nadmíru zaujala ve filmu Taxikář. Nedařilo se mu vzbudit její pozornost, a tak se rozhodl k manifestačnímu činu – atentátu na prezidenta. Reagan byl s průstřelem hrudníku odvezen do nemocnice, přičemž jedna střela minula jeho srdce o méně než palec. Tato událost spojená s velkou negativní publicitou podnítila značnou citlivost Jodie Fosterové vůči médiím a její snahu o ochranu soukromí. Později opět začala poskytovat rozhovory, odmítala však stále diskutovat o privátních otázkách.

### Soukromý a partnerský život

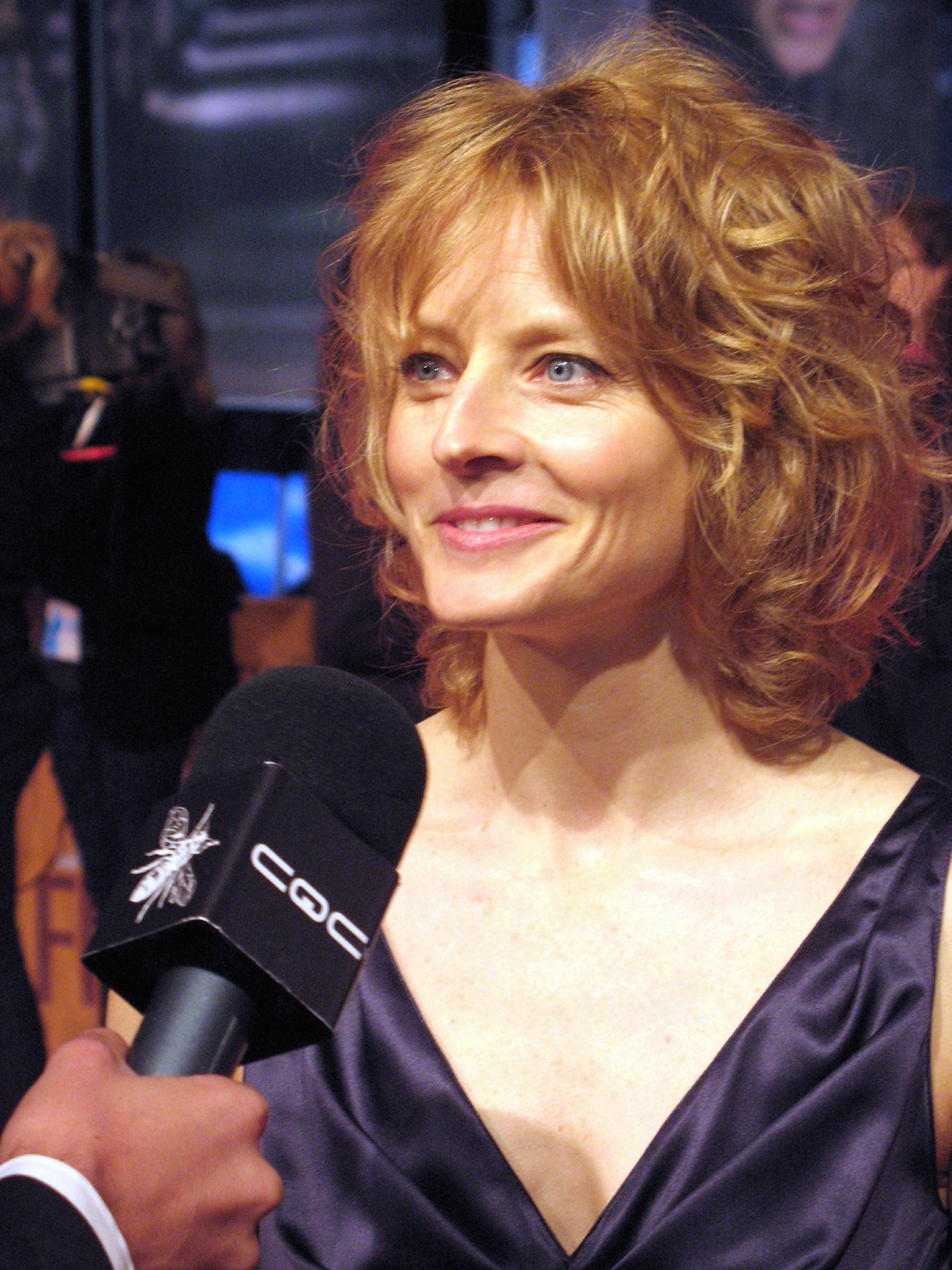
Jodie Fosterová, 2007

Je ateistka, ve volném čase relaxuje jógou, kickboxem, karate, aerobikem a vzpíráním. Mezi její koníčky patří sbírání černobílých fotografií a zdobené nádobí. Je členkou Mensy. V roce 1998 byl podle ní pojmenován asteroid 17744 Jodiefoster. Kromě toho se stala inspirací k názvům několika hudebních kapel, např. Jodie Foster’s Army.
Dne 20. července 1998 se jí narodil syn Charles Bernard Foster, jehož otec není dodnes veřejnosti znám. Od roku 1993 žila ve společné domácnosti s o osm let starší producentkou Cydney Bernardovou. V září roku 2001, ve třiceti devíti letech, přivedla na svět druhého syna, který se jmenuje Kit Bernard Foster. Jméno otce opět nebylo zveřejněno. Po čtrnáctiletém vztahu se v roce 2008 se Cydney Bernardovou rozešla. V roce 2009, když gay a lesbický magazín Out potřetí vyhlašoval – po vzoru magazínu Forbes – pořadí 50 nejvlivnějších amerických leseb a gayů, se Jodie Fosterová v žebříčku propadla z 13. na 36. místo.
Od října 2013 byla ve vztahu s Alexandrou Hedisonovou, která dříve měla tříletý vztah s moderátorkou a bavičkou Ellen DeGeneresovou. V dubnu 2014 s ní Fosterová uzavřela sňatek.

### Veřejný coming out
Už v roce 2007, když na 16. výroční recepci magazínu The Hollywood Reporter „Power 100: Women In Entertainment“ přebírala cenu Sherry Lansing Leadership Award, ve svém projevu zmínila poděkování „své krásné Cydney“.
Roku 2013, ve svých 50 letech, již nikoho nenechala na pochybách, když 12. ledna pronesla řeč při přebírání ceny Cecila B. DeMilleho na slavnostním udílení 70. výročních cen Zlatý glóbus. Uvedla mimo jiné: „Coming outem jsem prošla snad před tisíci lety, v době kamenné. V oné době se mladá křehká dívka otevřela svým důvěrným přátelům, rodině, spolupracovníkům, a poté postupně a hrdě každému koho znala, vlastně každému koho potkala.“ Také znovu poděkovala své někdejší partnerce Cydney Bernardové, kterou nazvala „svou hrdinnou spolu-rodičkou, expartnerkou a poprávu spřízněnou duší“.

## Filmová kariéra
Po absolutoriu si zahrála v několika nevýznamných snímcích. Obrat nastal v roce 1988 rolí několikrát zneužité servírky Sarah Tobias ve filmu Znásilnění, za jejíž věrohodné ztvárnění obdržela prvního Oscara. O tři roky později přišla její nejvýraznější role dosavadní filmografie v thrilleru Mlčení jehňátek, kde si zahrála agentku FBI Clarice Starlingovou. Její výkon byl opět oceněn Oscarem pro herečku v hlavní roli.
V roce 1991 také zahájila kariéru režisérky, když natočila film Človíček Tate o malém géniovi. Krátce na to založila vlastní produkční společnost Egg Pictures. Ve filmovém průmyslu byla na vrcholu, což potvrdila nabídka od Polygram Filmed Entertainment na realizaci tří filmů s rozpočtem dvacet pět milionů dolarů a tří dalších za 10–15 milionů dolarů. Prvním filmem, který produkovala byl snímek Nell z roku 1994, ve kterém sama ztvárnila hlavní roli. V témže roce se objevila po boku Mela Gibsona ve westernové komedii Maverick. Následovala druhá režisérská práce na komedii Domů na svátky (1996), jež nezaznamenala divácký ohlas, přesto se recenze nevyjadřovaly špatně. Výraznou postavu Ellie Arrowayové si zahrála ve sci-fi Kontakt (1997). Další hereckou prací mělo být akční drama s Tommy Lee Jonesem Dvojí nebezpečí, ale v průběhu natáčení oznámila těhotenství.
V roce 1998 se objevila v romantickém filmu Anna a král, za který získala honorář 15 milionů dolarů. O tři roky později si herečka Nicole Kidmanová poranila koleno pouhé dva týdny před natáčením thrilleru Úkryt, a do role byla obsazena Fosterová, která byla na začátku natáčení v pátém měsíci těhotenství. Roku 2005 se vrátila v klaustrofobickém filmu Tajemný let.

## Filmografie

### Herecká
| Rok  | Název                                 | Role                               | Poznámka                                         |
| ---- | ------------------------------------- | ---------------------------------- | ------------------------------------------------ |
| 1968 | Mayberry, R.F.D.                      |                                    | TV seriál, vedlejší role ve dvou dílech          |
| 1970 | Menace on the Mountain                | Suellen McIver                     | TV film                                          |
| 1972 | Kansas City Bomber                    | Rita                               |                                                  |
| 1972 | Napoleon a Samantha                   | Samantha                           |                                                  |
| 1972 | My Sister Hank                        | Henrietta „Hank“ Bennett           | TV film                                          |
| 1973 | Rookie of the Year                    | Sharon Lee                         |                                                  |
| 1973 | Alexander, Alexander                  | Sue                                | TV film                                          |
| 1973 | Addamsova rodina                      | Pugsley                            | hlasová role, animovaný seriál                   |
| 1973 | Kung Fu                               | Alethea Patricia Ingram            | TV seriál                                        |
| 1973 | Tom Sawyer                            | Becky Thatcher                     |                                                  |
| 1973 | One Little Indian                     | Martha McIver                      |                                                  |
| 1974 | Alice už tu nebydlí                   | Audrey                             |                                                  |
| 1974 | Smile, Jenny, You're Dead             | Liberty Cole                       | TV film                                          |
| 1974 | Papírový měsíc                        | Addie Loggins                      | TV seriál                                        |
| 1975 | The Secret Life of T.K. Dearing       | T.K. Dearing                       | TV film                                          |
| 1976 | Děvčátko, které bydlí na konci ulice  | Rynn Jacobs                        |                                                  |
| 1976 | Freaky Friday                         | Annabel Andrews                    |                                                  |
| 1976 | Bugsy Malone                          | Tallulah                           |                                                  |
| 1976 | Taxikář                               | Iris Steensma                      | nominace na Oscara                               |
| 1976 | Ozvěna léta                           | Deirdre Striden                    | alternativní název The Last Castle               |
| 1977 | Candleshoe                            | Casey Brown                        |                                                  |
| 1977 | Casotto                               | Teresina Fedeli                    | alternativní název Beach House                   |
| 1977 | Stop Calling Me Baby!                 | Isabelle Tristan                   | role Fleur bleue                                 |
| 1980 | Liščata                               | Jeanie                             |                                                  |
| 1980 | Carny                                 | Donna                              |                                                  |
| 1982 | O'Hara's Wife                         | Barbara O'Hara                     |                                                  |
| 1983 | Svengali                              | Zoe Alexander                      |                                                  |
| 1984 | Krev těch druhých                     | Hélène Bertrand                    |                                                  |
| 1984 | Hotel New Hampshire                   | Frannie Berry                      |                                                  |
| 1986 | Mesmerized                            | Victoria Thompson                  |                                                  |
| 1987 | Siesta                                | Nancy                              |                                                  |
| 1987 | Pět rohů                              | Linda                              |                                                  |
| 1988 | Znásilnění                            | Sarah Tobias                       | Oscar a Zlatý glóbus                             |
| 1988 | Návrat do rodného města               | Katie Chandler                     |                                                  |
| 1990 | Hra s ohněm                           | Anne Benton                        | alternativní název Backtrack                     |
| 1991 | Človíček Tate                         | Dede Tate                          |                                                  |
| 1991 | Mlčení jehňátek                       | Clarice Starling                   | zisk Oscara a Zlatého glóbu                      |
| 1992 | Stíny a mlha                          | prostitutka                        |                                                  |
| 1993 | Návrat Sommersbyho                    | Laurel Sommersby                   |                                                  |
| 1994 | Nell                                  | Nell Kellty                        | nominace na Oscara a Zlatý glóbus                |
| 1994 | Maverick                              | Annabelle Bransford                |                                                  |
| 1997 | Kontakt                               | Dr. Ellie Arroway                  | nominace na Zlatý glóbus                         |
| 1997 | Akta X                                |                                    | hlas Betty v dílu „Nikdy znovu“                  |
| 1998 | The Uttmost                           |                                    | dokumentární                                     |
| 1998 | Psycho                                |                                    |                                                  |
| 1999 | Anna a král                           | Anna Leonowens                     |                                                  |
| 2002 | Úkryt                                 | Meg Altman                         |                                                  |
| 2002 | Skandál v katolické škole             | Sestra Assumpta                    |                                                  |
| 2003 | Abby Singer                           | sama sebe                          |                                                  |
| 2004 | Příliš dlouhé zásnuby                 | Elodie Gordes                      |                                                  |
| 2005 | Tajemný let                           | Kyle Pratt                         |                                                  |
| 2005 | Statler and Waldorf: From the Balcony | sama sebe                          | host v 8. dílu                                   |
| 2006 | Spojenec                              | Madeline White                     |                                                  |
| 2007 | Mé druhé já                           | Erica Bain                         | nominace na Oscara a Irskou filmovou cenu        |
| 2008 | Zapomenutý ostrov                     | Alexandra Rover                    |                                                  |
| 2009 | Simpsonovi                            | Maggie Simpsonová                  | hlasová role, animovaný seriál                   |
| 2011 | Pan Bobr                              | Meredith Black                     | také režisérka                                   |
| 2011 | Bůh masakru                           | Penelope Longstreet                |                                                  |
| 2013 | Elysium                               | ministryně obrany Rhodes Delacourt |                                                  |
| 2018 | Hotel Artemis                         | Jean Thomas / zdravotní sestra     |                                                  |
| 2021 | Mauritánec: Deník z Guantánama        | Nancy Hollander                    |                                                  |
| 2023 | Nyad                                  | Bonnie Stoll                       |                                                  |
| 2024 | Temný případ                          | Liz Danvers                        | hlavní role (4. série), také vedoucí producentka |

### Producentská
| Rok  | Název                     | Poznámka |
| ---- | ------------------------- | -------- |
| 1986 | Mesmerized                |          |
| 1994 | Nell                      |          |
| 1995 | Domů na svátky            |          |
| 1998 | The Baby Dance            | (TV)     |
| 2000 | Waking the Dead           |          |
| 2002 | Skandál v katolické škole |          |
| 2007 | Mé druhé já               |          |

### Režijní
| Rok  | Název                   | Poznámka                     |
| ---- | ----------------------- | ---------------------------- |
| 1988 | Tales from the Darkside | díl: Neotvírej tuhle krabici |
| 1991 | Človíček Tate           |                              |
| 1995 | Domů na svátky          |                              |
| 2011 | Pan Bobr                |                              |
| 2016 | Hra peněz               |                              |

## Nominace a ceny
| rok  | cena                                         | nominace                                     | vítězství | film                                 |
| ---- | -------------------------------------------- | -------------------------------------------- | --------- | ------------------------------------ |
| 1976 | Cena BAFTA                                   | Nejlepší herečka ve vedlejší roli objev roku | vítězství | Bugsy Malone                         |
| 1977 | Zlatý glóbus                                 | Nejlepší filmová herečka – muzikál/komedie   | nominace  | Freaky Friday                        |
| 1977 | Oscar                                        | Nejlepší herečka ve vedlejší roli            | nominace  | Taxikář                              |
| 1977 | Cena BAFTA                                   | Nejlepší herečka ve vedlejší roli            | vítězství | Taxikář                              |
| 1978 | Saturnova cena                               | Nejlepší filmová herečka                     | vítězství | Děvčátko, které bydlí na konci ulice |
| 1988 | Zlatý glóbus                                 | Nejlepší filmová herečka – drama             | vítězství | Znásilnění                           |
| 1988 | Oscar                                        | Nejlepší herečka v hlavní roli               | vítězství | Znásilnění                           |
| 1991 | Balkónová cena newyorských filmových kritiků | Nejlepší herečka                             | vítězství | Mlčení jehňátek                      |
| 1991 | Oscar                                        | Nejlepší herečka v hlavní roli               | vítězství | Mlčení jehňátek                      |
| 1991 | Cena BAFTA                                   | Nejlepší herečka                             | vítězství | Mlčení jehňátek                      |
| 1991 | Zlatý glóbus                                 | Nejlepší filmová herečka – drama             | vítězství | Mlčení jehňátek                      |
| 1992 | Saturnova cena                               | Nejlepší herečka                             | nominace  | Mlčení jehňátek                      |
| 1995 | Cena Spolku filmových herců                  | Nejlepší herečka - film                      | vítězství | Nell                                 |
| 1995 | Oscar                                        | Nejlepší herečka v hlavní roli               | nominace  | Nell                                 |
| 1997 | Zlatý glóbus                                 | Nejlepší filmová herečka – drama             | nominace  | Kontakt                              |
| 1998 | Saturnova cena                               | Nejlepší herečka                             | vítězství | Kontakt                              |
| 2003 | Saturnova cena                               | Nejlepší herečka                             | nominace  | Úkryt                                |
| 2006 | Saturnova cena                               | Nejlepší herečka                             | nominace  | Tajemný let                          |
| 2008 | Zlatý glóbus                                 | Nejlepší filmová herečka – drama             | nominace  | Mé druhé já                          |
| 2008 | Cena diváků                                  | Hvězda filmového plátna                      | nominace  |                                      |

## Galerie

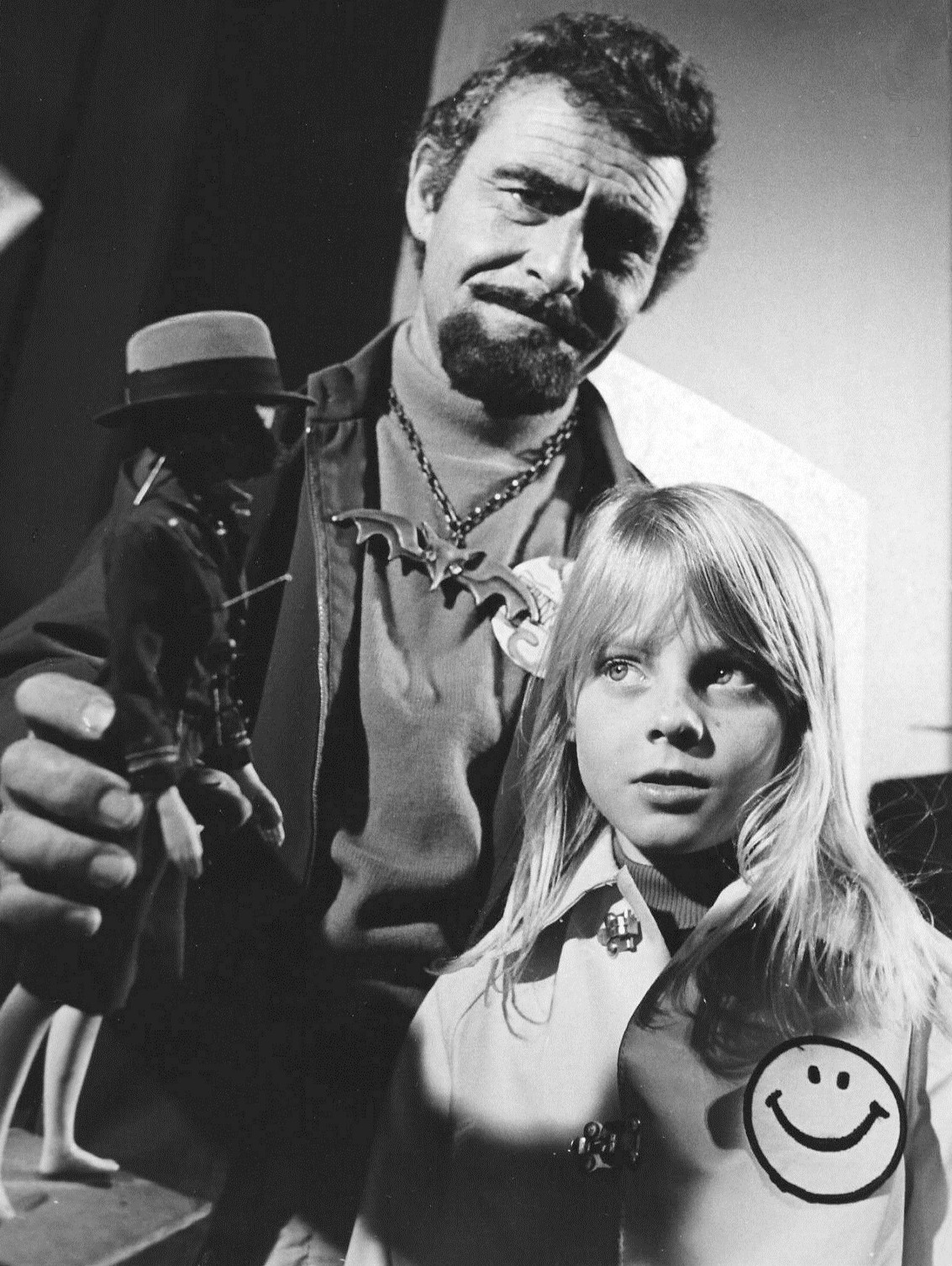
V seriálu Ironside (1972)
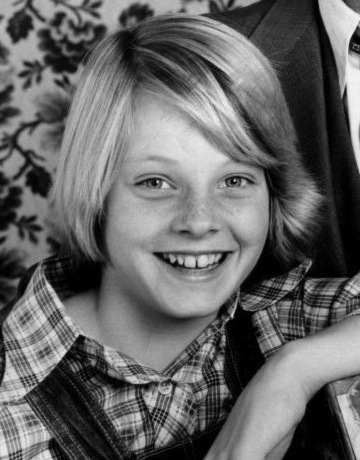
V seriálu Papírový měsíc (1974)
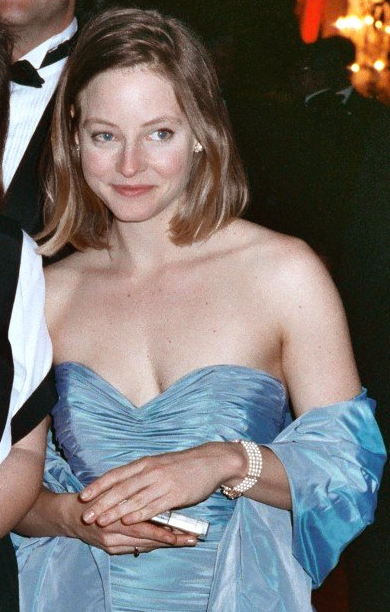
Na 61. udílení Oscarů
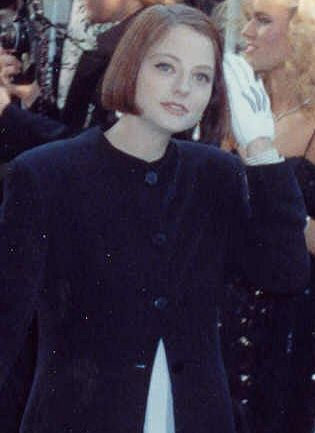
Na 62. udílení Oscarů
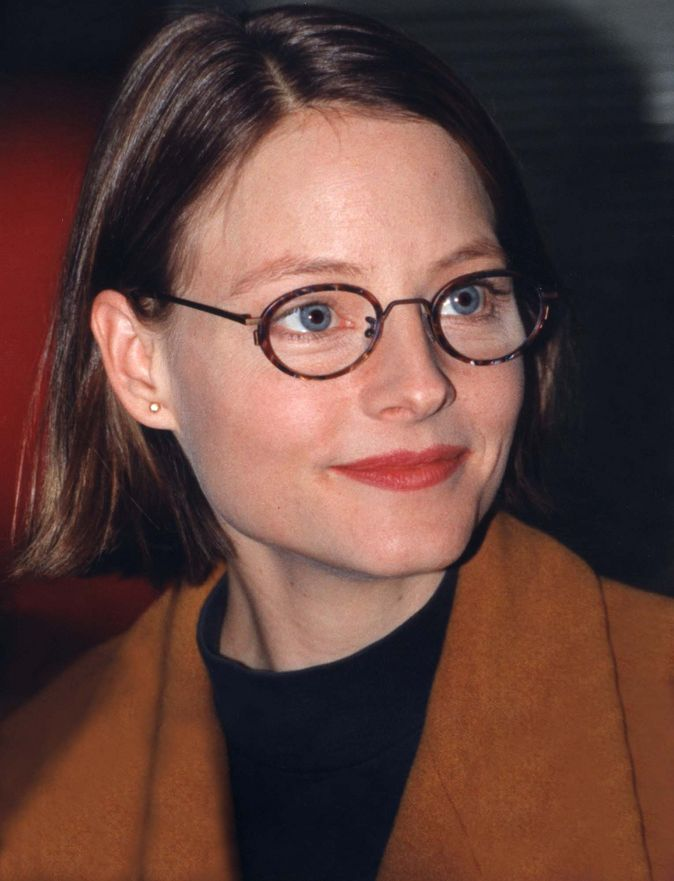
Jodie Fosterová (1995)
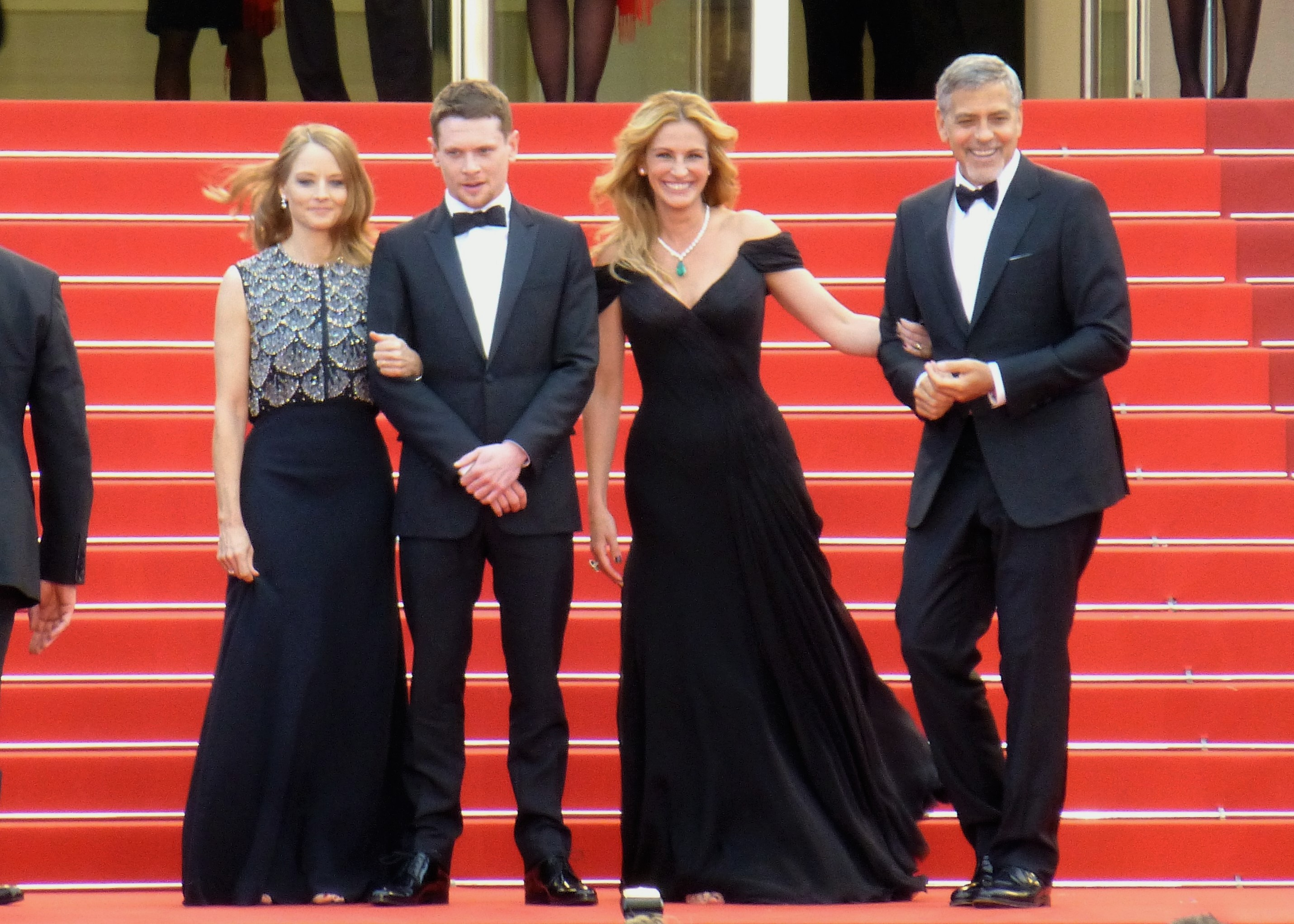
Na canneské premiéře filmu Hra peněz (2016)